# WebMoney
WebMoney é um sistema de liquidação de pagamentos online. A empresa foi fundada na Rússia em novembro de 1998 como um sistema de transferência de dinheiro para dólar dos Estados Unidos, na sequência da crise financeira russa de 1998 que levou ao aumento do uso do dólar no país.

## Principais concorrentes
- Entropay
- Neteller
- Skrill
- Paypal